# Stephen Semmes
Stephen William Semmes (* 26. Mai 1962 in Savannah, Georgia) ist ein US-amerikanischer Mathematiker, der sich mit Analysis befasst.
Stephen Semmes studierte am Armstrong State College mit dem Bachelor-Abschluss 1980 und wurde 1983 an der Washington University bei Richard Rochberg promoviert (Dissertation: The Cauchy Integral and Related Operators on Smooth Curves). Als Postdoktorand war er 1982/83 am Mittag-Leffler-Institut und von 1983 bis 1987 an der Yale University. Ab 1987 war er Professor an der Rice University, an der er seit 1997 Noah Harding Professor für Mathematik ist.
1987 war er Sloan Research Fellow. 1994 war er eingeladener Sprecher auf dem Internationalen Mathematikerkongress in Zürich (Finding structure in sets with little smoothness). 1994/95 war er in einem Sabbatjahr am IHES bei Paris und nochmals 1996 als Sackler Fellow.
Semmes befasst sich  mit  Harmonischer Analysis, Funktionentheorie, partiellen Differentialgleichungen, Analysis auf unterschiedlichen metrischen Räumen (wie Fraktalen) und Differentialgeometrie.

## Schriften
- Some novel types of fractal geometry, Oxford: Clarendon Press 2002
- mit Guy David: Analysis of and on uniformly rectifiable sets,  Mathematical Surveys and Monographs 38. American Mathematical Society, Providence, RI, 1993.
- mit Guy David:  Uniform rectifiability and quasiminimizing sets of arbitrary codimension, Memoirs AMS 2000
- mit Guy David:  Singular integrals and rectifiable sets in Rn : au-delà des graphes lipschitziens, Astérisque 193, 1991
- mit Guy David:  Fractured fractals and broken dreams. Self-similar geometry through metric and measure, Oxford Lecture Series in Mathematics and its Applications 7, Clarendon Press, Oxford 1997
- mit Guy David, J. L. Journé: Opérateurs de Calderon-Zygmund, fonctions para-accrétives et interpolation, Rev. Mat. Iberoamericana, Band 1, 1985, S. 1–56
- Appendix B: Metric spaces and mappings seen at many scales, in: Michail Leonidowitsch Gromow: Metric Structures for Riemannian and Non-Riemannian Spaces, Birkhäuser 1999, S. 401–518
- A generalization of Riemann mappings and geometric structures on a space of domains in {\displaystyle \mathbb {C} _{n}}, Memoirs AMS 1992
- mit Ronald Coifman, Pierre-Louis Lions, Yves Meyer: Compensated compactness and Hardy spaces, J. Math. Pures Appl., Band 72, 1993, S. 247–286.
- Finding curves on general spaces through quantitative topology, with applications to Sobolev and Poincaré inequalities, Selecta Math. (N.S.), Band 2, 1996, S. 155–295.
- An introduction to Heisenberg groups in analysis and geometry, Notices AMS, Band 50, Juni/Juli 2003, pdf
- An introduction to analysis on metric spaces, Notices Amer. Math. Soc., Band 50, April 2003, pdf
- Some basic aspects of analysis on metric and ultrametric spaces, 2013,  Arxiv